# Paretovo pravilo
Paretovo pravilo, Paretov zakon, Paretovo načelo, Paretov princip ili Pravilo 80/20 navodi da se 80% postignutog rezultata postiže u 20% od ukupnog vremena tijekom projekta. Za postizanje preostalih 20% potrebno je najviše rada.
Vilfredo Pareto je pri istraživanju raspodjele nacionalnog bogatstva otkrio da u Italiji oko 20% obitelji posjeduju oko 80% kapitala.
To dovodi do Paretovog načela: znači da se mnogi zadatci s upotrebom oko 20% sredstava mogu riješiti do razine od 80%. 
To se načelo često koristi nasumce u rješavanju raznih problema, a da primjenjivost nije u svakom slučaju i dokazana. Međutim, "načelo" je dobar podsjetnik.

## Primjeri
Paretov princip može se i kod mnogih - čak svakodnevnih - pitanja primijetiti. 20% uloženog vremena donosi 80% ukupnog rezultata. U prosječnom domaćinstvu 20% predmeta generira 80% troškova. U tvrtci se 80% prihoda postiže od prodaje uzorku od 20% kupaca. 80% teksta sastoji se od 20% riječi. Pretpostavlja se i da će 20% od svih "wikipedista" ostvariti 80% svih doprinosa.
Mnoge raspodjele u prirodi slijede matematičke zakone, a vrlo često snagu Paretovog zakona, tj. Paretove raspodjele.
- raspodjela bogatstva
- Većinu ljudskih naselja čine mnoga mala mjesta s malim brojom stanovnika, a većina ljudi žive u nekoliko velikih gradova.
- Vrijednosti u skladištu industrijskih poduzeća: Mnogi su vijci jeftini, ali ima nekoliko vrlo skupih stavaka koje čine vrijednost skladišta.
- Rashodi na projektima: 20% troškova donosi 80% zarade, a za postizanje preostalih 20% rezultata, potrebno je 80% ukupnih rashoda.
- 75% globalne trgovine odvija se između 25% ljudi.
- Paretova raspodjela koristi se u osiguravajućim društvima i financijskoj matematici za modeliranje ekstremnih događaja (kao što su veliki gubitci, velike promjene cijena dionica).